# Hr.Ms. Poolster
La Hr.Ms. Poolster fu un rifornitore di squadra in servizio con la Koninklijke Marine tra il 29 giugno 1964 e il 28 luglio 1994. Sostituita dalla A 836 Amsterdam fu venduta alla Marina pakistana dove, ridesignata A-20 Moawin, rimase in servizio sino al 2019.

## Storia

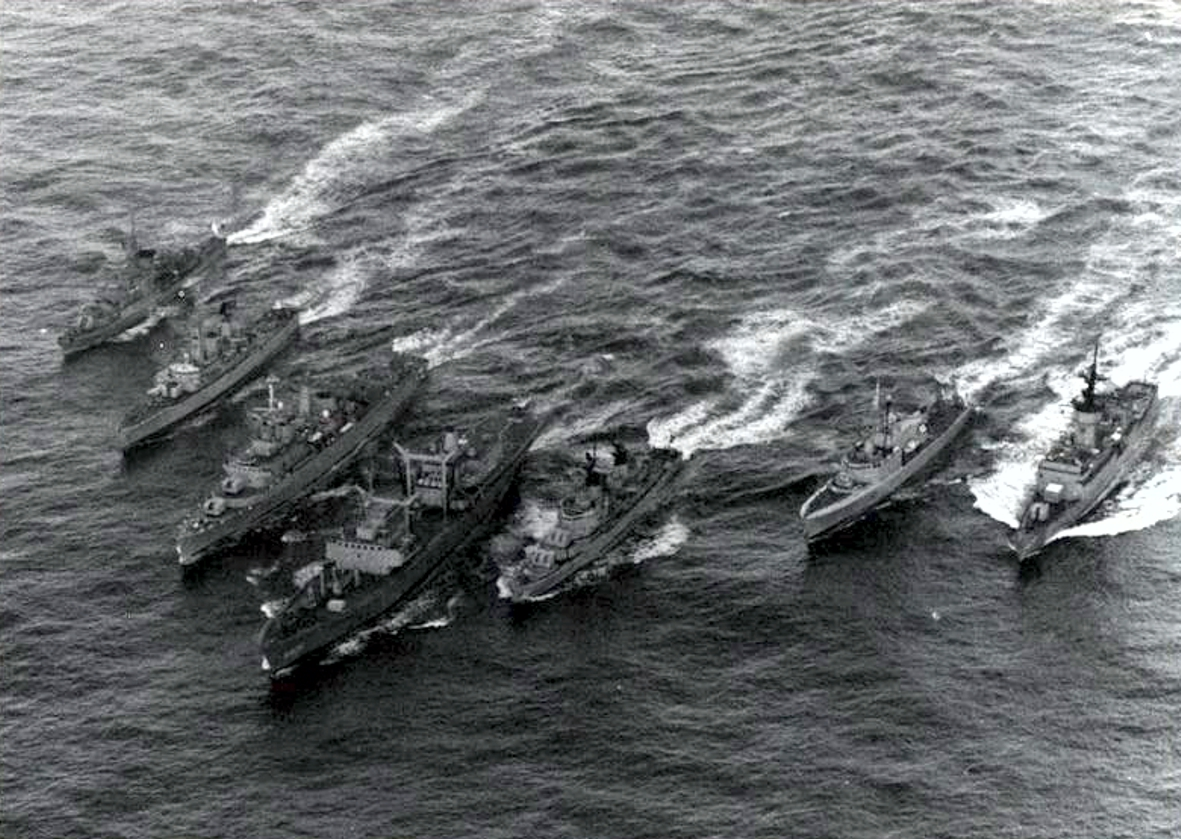
Le navi della Standing Naval Force Atlantic (STANAVFORLANT) in navigazione nel 1977. La fregata tedesco occidentale Köln (F220); la fregata olandese Hr.Ms. Van Galen (F803); il cacciatorpediniere britannico HMS London (D16); il rifornitore olandese Hr.Ms. Poolster (A835); la fregata danese KDM Peder Skram (F352); il cacciatorpediniere portaelicotteri canadese HMCS Annapolis (DDH 265); la fregata statunitense USS Miller (FF-1091).

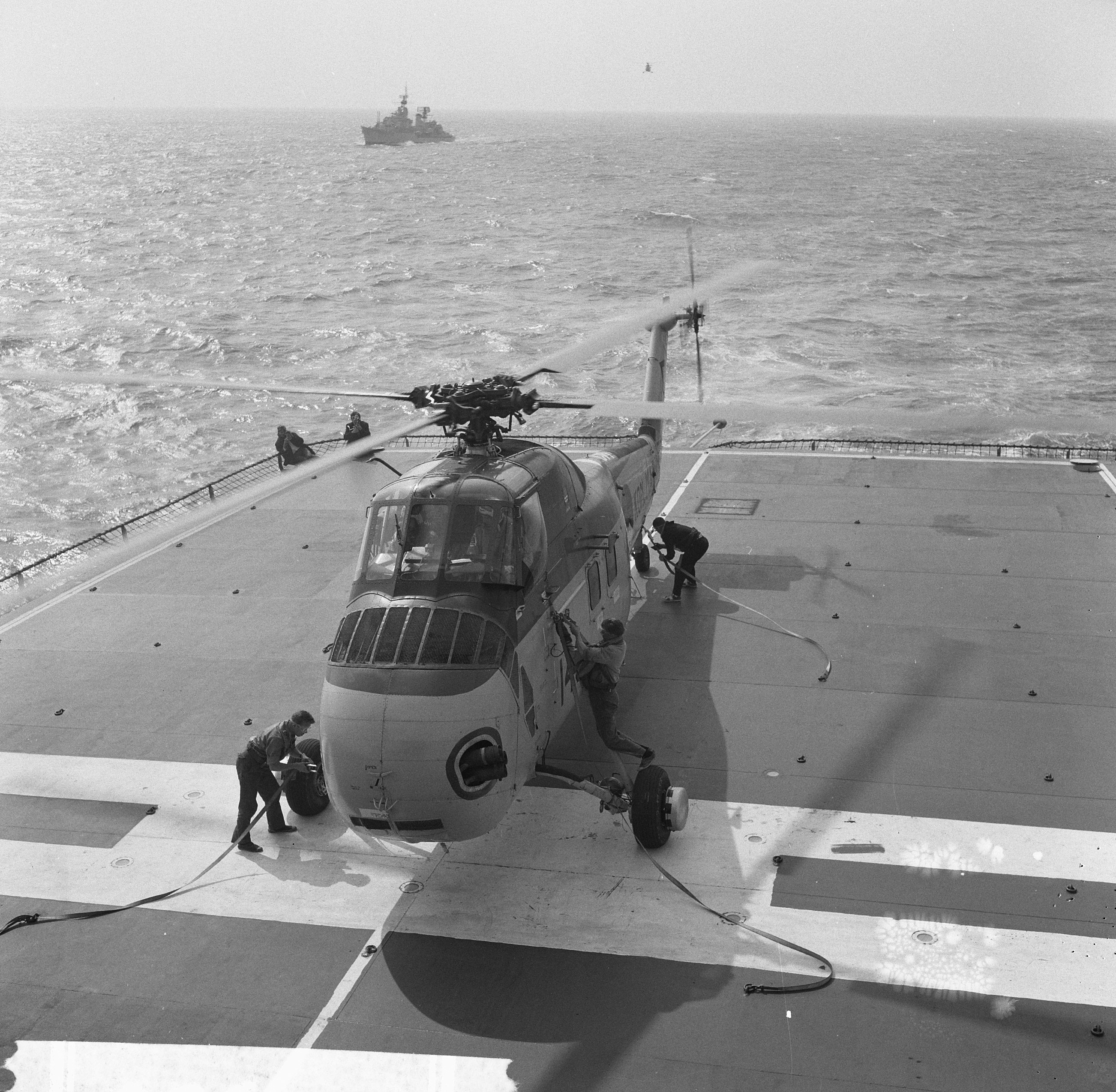
Un elicottero Sikorsky H-34 in appontaggio sul ponte di volo della Poolster il 2 settembre 1965.

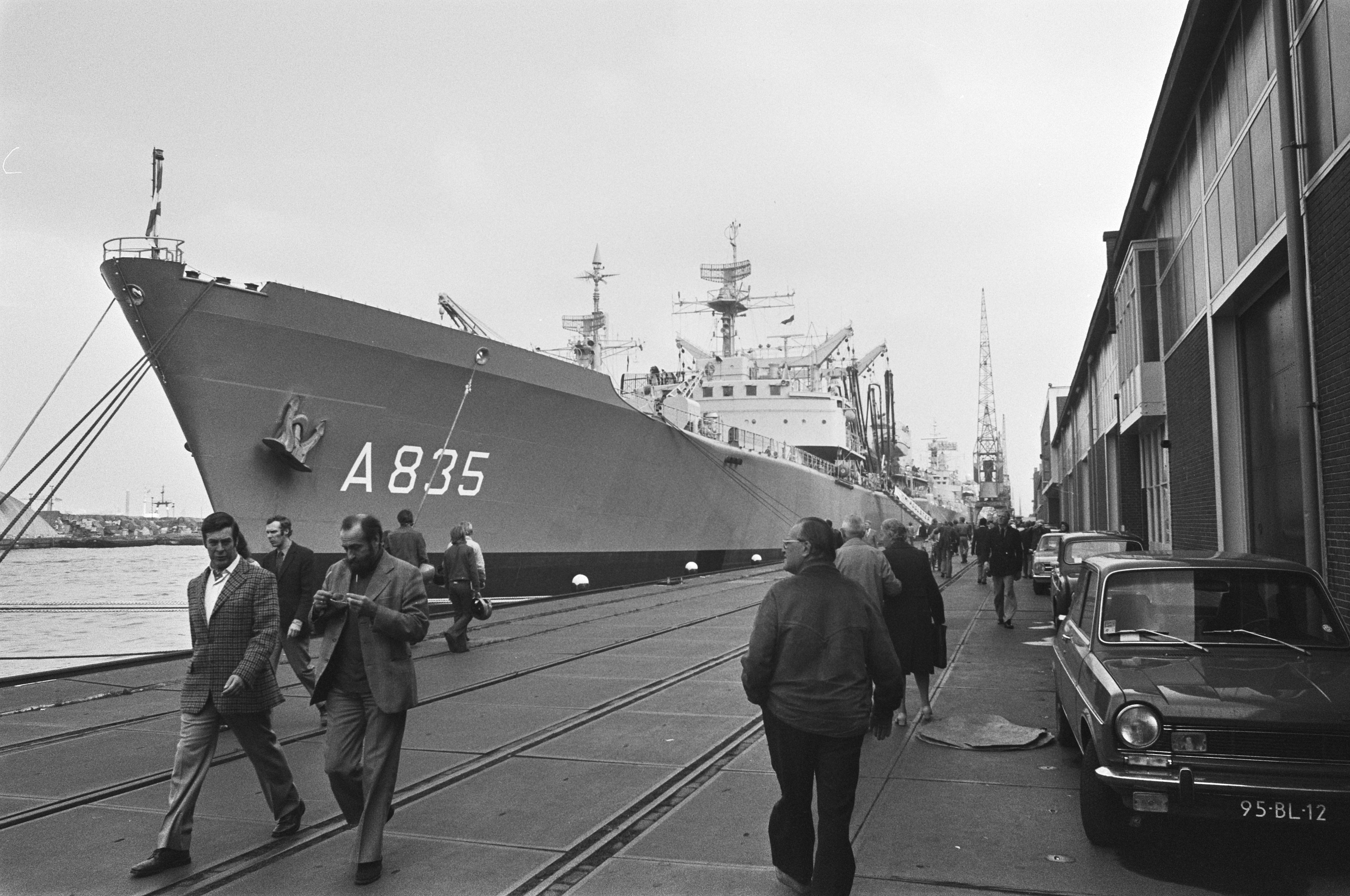
Il rifornitore Poolster ancorato ad un molo del porto di Amsterdam nel 1976.

Nel 1960 la Marina Reale Olandese aveva necessità di una moderna nave da rifornimento per sostituire la petroliera Mijndrecht (della compagnia di navigazione Phs. van Ommeren) presa a noleggio in quello stesso anno al fine di consentire a diverse unità della marina militare di compiere un viaggio intorno al mondo. La  Mijndrecht aveva permesso di rifornire le unità nel corso del viaggio, e durante le lunghe esercitazioni in mare anche nel contesto NATO
Alla fine del 1961 la marina olandese ordinò ufficialmente la costruzione di una nuova nave da rifornimento. Il progetto dell'unità fu realizzato internamente dalla stessa Marina Reale, e la nave venne impostata presso la Rotterdamsche Droogdok Maatschappij (RDM). Il 17 luglio 1962 la marina annunciò che la nave si sarebbe chiamata Poolster, con lo stesso nome della Poolster (1939) della marina delle Indie Orientali Olandesi quando esse erano ancora una colonia dei Paesi Bassi.
Il 18 settembre 1962 fu posata su uno degli scali della RDM la chiglia della Poolster, e la nave fu poi varata alle 16:30 del 16 ottobre 1963 alle 16:30. L'unità, il cui costo finale fu di 22 milioni di fiorini, entrò in servizio il 29 giugno 1964, concludendo con successo le ampie prove in mare nel settembre 1964. Il primo vero rifornimento in mare della Poolster avvenne il 14 ottobre 1964, quando fu rifornita la fregata HNLMS Van Ewijck.

## Descrizione tecnica
Durante la fase di progettazione la Marina Reale Olandese espresse nei suoi requisiti che la Poolster non avrebbe dovuto essere solo una nave cisterna, ma essere utilizzata anche per altri scopi, come il trasporto di viveri, munizioni, acqua dolce, parti di ricambio e materiali di vario tipo. La capacità di trasporto era pari a 13.300 tonnellate di carico, di cui 8.000 di combustibili liquidi (nafta e olio combustibile). La nave poteva essere impiegata anche per operazioni antisommergibili in quanto dotata di hangar (per due elicotteri) e un ponte di volo poppiero da cui potevano operare sino a cinque elicotteri Westland Lynx SH-13.  L'apparato propulsivo si basava su due caldaie e turbine a vapore a ingranaggi, operanti su un asse, che garantivano una potenza massima di 22.000 CV e una velocità massima di 21 nodi. L'armamento era composto da un impianto CIWS Signaal Goalkeeper  a 7 canne rotanti da 30 mm, e due cannoni singoli Bofors da 40/70. La dotazione elettronica comprendeva 1 radar di scoperta aeronavale Racal Decca 2459, un radar di navigazione Decca TM-1229C, 2 lanciatori per chaff/flares Loral Hycor SRBOC Mk.36, due sistemi per la guerra elettronica, e un sonar di scafo Holland Signal CWE-610. Vi era una completa protezione per la ricaduta delle particelle radioattive.  Per il rifornimento delle altre unità di erano due stazioni per lato per il rifornimento combustibili, installate a mezza nave, e una apparecchiatura a tensione costante per il trasferimento dei carichi solidi verso proravia per ogni lato. In caso di necessità la Poolster poteva trasportare per brevi tratte sino a 300 fanti di marina.

## Attività operativa
Il suo primo viaggio dopo l'entrata in servizio è stato negli Stati Uniti d'America e nel Mar dei Caraibi nel 1965. 
L'8 giugno 1977 la Poolster, con la fregata Tromp e i cacciatorpediniere Groningen e Overijssel, compì una visita a Leningrado.
Nel luglio 1978 la Poolster, insieme alle fregate Tromp, Van Nes, Van Galen, ai cacciatorpediniere Holland, Zeeland e al sottomarino Dolfijn visitarono New York in occasione del 200º anniversario della città.
Il 12 marzo 1979 con e le fregate Tromp e Kortenaer e al cacciatorpediniere Drenthe le unità partirono per un viaggio in Estremo Oriente al fine di mostrare la bandiera.
Le fregate lanciamissili De Ruyter , Callenburgh, Jan van Brakel, e Van Kinsbergen e il Poolster salparono da Den Helder il 13 gennaio 1986 per un viaggio in Estremo Oriente per mostrare la bandiera e promuovere il commercio olandese. Le navi rientrarono in Patria il 19 giugno.
Dal 1964 al 1994 ha effettuato circa 700 rifornimenti in mare.

### Sotto la bandiera del Pakistan
Nel corso del 1988, la Marina pakistana entrò in trattativa con la Marina reale olandese per il trasferimento della Poolster, e il relativo contratto fu firmato nell'aprile 1989. La HNLMS Poolster fu ritirata dal servizio il 28 luglio 1994 e trasferito alla Marina pakistana che la ribattezzò PNS A-20 Moawin.
Nel 1995, mentre erano ancorata nel porto di Karachi per effettuare alcuni lavori di raddobbo a bordo divampò un incendio che causò la morte di 37 membri dell'equipaggio. All'epoca era il più grande incidente accaduto nel corso della storia della Marina pakistana. Dopo la sua entrata in servizio l'armamento difensivo risultava composto da 1 CIWS General Electric Vulcan Phalanx, due cannoni da 40 mm e varie mitragliatrici, mentre la componente aerea verteva su un elicottero Westland Sea King.
La Moawin ha prestato lungamente servizio presso il 9th Auxiliary Squadron ed è stata radiata e successivamente demolita sulla spiaggia di Gadani il 21 aprile 2019.

### Annotazioni
1. ↑  Per l'equipaggio la nave aveva spaziose camerate da 12 letti, dotate di un tavolo e diverse sedie, e di alloggi per le donne in marina.

### Fonti
1. 1 2 3  (NL) Jaime Karremann, Poolster bevoorradingsschip, su Marineschepen.nl, 20 febbraio 2015. URL consultato l'8 gennaio 2018.
2. 1 2 3  (NL) L. de Koning, Poolster kwart eeuw geleden in dienst, su Digibron, 19 febbraio 1990. URL consultato l'8 gennaio 2018.
3. 1 2 3  Woudstra 1982, p. 62.
4. ↑  Amstel 1991, p. 93.
5. ↑  (NL) scheepvaartmuseum.nl :: Maritieme kalender 1994, su hetscheepvaartmuseum.nl. URL consultato il 4 luglio 2015 (archiviato dall'url originale il 5 luglio 2015).
6. ↑  Boroli, Giorgerini 1984, p. 16.
7. ↑  (NL) Johan Journée, Wetenswaardigheden over Hr. Ms. "Poolster" (PDF), su RDM-collectie. URL consultato l'8 gennaio 2018.
8. 1 2 3 4 5  Globalsecurity.
9. ↑  (NL) scheepvaartmuseum.nl :: Maritieme kalender 1977, su hetscheepvaartmuseum.nl. URL consultato il 4 luglio 2015 (archiviato dall'url originale il 5 luglio 2015).
10. ↑  (NL) Poolster bevoorradingsschip, in www.marineschepen.nl. URL consultato il 17 giugno 2018.
11. ↑  (NL) scheepvaartmuseum.nl :: Maritieme kalender 1979, su hetscheepvaartmuseum.nl. URL consultato il 4 luglio 2015 (archiviato dall'url originale il 5 luglio 2015).
12. 1 2  (NL) scheepvaartmuseum.nl :: Maritieme kalender 1986, su hetscheepvaartmuseum.nl. URL consultato il 4 luglio 2015 (archiviato dall'url originale il 5 luglio 2015).
13. ↑  Cheema 2002, p. 97.
14. ↑  (NL) Verslag Moawin, su hrms-poolster.nl. URL consultato il 26 giugno 2018.